# Печёнов, Евгений Викторович
Евге́ний Ви́кторович Печёнов (р. 27 января 1956, Саратов) — советский и российский поп-музыкант (клавишник, вокалист).

## Биография
Евгений Печёнов родился 27 января 1956 года в Саратове.
Миша Плоткин говорил о Евгении Печёнове: «Женя потрясающе талантливый музыкант, певец с прекрасным тембром и замечательный человек, с хорошим, мягким и уживчивым характером, что <…> для работы в коллективе очень важно».
Гитарист Вячеслав Семёнов, работавший вместе с Евгением Печёновым в «Надежде» в 1976—1977 годах, вспоминал, что «он очень здорово пел. Крепкий парень, хорошо поющий верха».
Алексей «Вайт» Белов, вместе с Евгением Печёновым работавший в варьете Центрального дома туриста, так оценивал этот опыт и самого Печёнова:
Полтора года я проработал в варьете у Михайловского, и не жалею о том времени, потому что там меня тоже окружали очень сильные музыканты — «вышак», как говорили в те времена. Наш клавишник Евгений Печёнов играл и пел как Аль Бано и даже лучше. На бас-гитаре у нас играл Александр Шабин, а его жена Оксана Шабина была солисткой варьете. В нашу духовую секцию входили музыканты из первого состава «Песняров»! В общем, мне повезло: я выступал на одной сцене с самыми продвинутыми людьми.

## Песни (ВИА «Надежда»)

### Вокал
- 17 лет (Анатолий Днепров — Владимир Харитонов) — дуэт с Людмилой Барыкиной[5] (песня также исполнялась отдельно Людмилой Барыкиной и Игорем Ивановым)
- Бывает (Алексей Мажуков — Владимир Харитонов) — дуэт с Людмилой Барыкиной[5]
- Время не ждёт (Александра Пахмутова — Николай Добронравов) — вокал совместно Людмила Барыкина, Евгений Гудков, Евгений Печёнов[1]
- До третьих петухов (Александра Пахмутова — Николай Добронравов)[1][5] (после ухода Евгения Печёнова из ансамбля песню исполнял Алексей Кондаков[6])
- Кончилось детство (Роман Майоров — Наум Олев)[1][5]
- Мне теперь всё равно (Александр Шульга — Леонид Дербенёв)[1][5] (также Леонид Белый)
- Парни довоенных лет (Владимир Мигуля — Карина Филиппова) — вокал Евгений Гудков, второй голос Евгений Печёнов[5]
- Песенка про сапожника (Давид Тухманов — Владимир Харитонов) (пел после ухода из ансамбля первого исполнителя песни — Игоря Иванова)[5]
- Последний троллейбус (Борис Рычков — Наум Олев)[1] (после ухода Евгения Печёнова из ансамбля песню исполнял Алексей Кондаков)[6]
- Садовое кольцо (Юрий Антонов — Игорь Кохановский)[1]
- Ты на море похожа (Ян Френкель — Игорь Шаферан)[1][5]
- Это только начало (Борис Ривчун — Владимир Харитонов)[1][5]

### Аранжировки
- Зеркало (Юрий Антонов — Михаил Танич) — вокал Леонид Белый[1]
- Яростный стройотряд (Александра Пахмутова — Николай Добронравов) — унисонное пение; вокал Владимир Кузьмин[1]

## Интервью
- Симонян Георгий. Евгений Печёнов: После армии меня затянула кабацкая жизнь: [Интервью с Евгением Печёновым]. Вокально-инструментальная эра (октябрь 2011). Дата обращения: 26 января 2017. Архивировано 2 февраля 2017 года.